# Nurse
Nurse of Nurse 3D is een Amerikaanse thriller-horrorfilm uit 2013 onder regie van Douglas Aarniokoski. Hij schreef samen met David Loughery ook het verhaal. Zowel de personages, dialogen als beelden in Nurse zijn doelbewust dik aangezet.

## Verhaal
Abby Russell leidt een dubbelleven. Overdag werkt ze als verpleegkundige in een ziekenhuis; 's nachts zoekt ze mannen die overspel willen plegen om die om zeep te helpen. Ze is ervan overtuigd dat ze met beide bezigheden de wereld verbetert.
Als verpleegkundige is Abby net klaar met een periode als mentor van Danni. Wanneer die haar opleiding officieel afrondt, stelt Abby haar voor om samen wat te gaan drinken. Die avond stopt ze verdovende middelen in Danni's drankje, die hierdoor als was in de handen van Abby wordt. Ze maakt hier gebruik van door Danni en een opgepikte man samen mee haar bed in te slepen. Danni heeft niettemin een relatie met ambulancemedewerker Steve, van wie ze oprecht houdt. Wanneer ze de volgende morgen weer helder is, vertelt ze Abby daarom te vergeten wat er die nacht is gebeurd en dat het ook nooit meer zal gebeuren. Abby dringt daarop zo sterk aan bij Danni om bij haar te blijven, dat die schrikt van haar gedrag en haastig vertrekt.
Abby gaat praten met psychiater Larry Cook, Danni's stiefvader. Ze vertelt hem dat ze verslaafd is aan mannen. Tijdens de sessie raakt Abby ervan overtuigd dat ook hij een ontrouwe man is. Wanneer ze hem later de parkeergarage uit ziet rijden, gaat ze voor zijn auto staan en krijgt ze hem zover om haar een lift te geven. Larry gaat vervolgens onmiddellijk in op haar avances. Abby stelt hem voor om naar een stille plek te rijden, maar eenmaal daar injecteert ze hem met een middel dat hem volledig verlamt. Daarna stapt ze uit en zet ze de auto in zijn achteruit. Zo belandt de wagen met een hulpeloze Larry voor een aanrijdende vrachtwagen, die vol in de flank rijdt. Larry overlijdt ter plekke.
Danni zoekt troost bij Abby. Alleen wanneer ze die vertelt dat ze wil gaan samenwonen met Steve, wordt Abby woest. Ze verspreekt zich door een opmerking te maken over het auto-ongeluk waarin Larry stierf. Danni realiseert zich dat ze Abby nooit heeft verteld hoe haar stiefvader is overleden en zegt haar dat, voor ze zich opnieuw uit de voeten maakt. Vanaf dat moment treft Abby voorbereidingen om het te doen lijken alsof Danni geestesziek en in staat tot moord is. Ze praat in op rechercheur John Rogan en stuurt Danni meerdere e-mails met foto's van de seksuele escapades die ze gedrogeerd uitvoerde.
In het ziekenhuis maakt de nieuwe HR-manager Rachel Adams een rondje op de afdeling om zich aan iedereen voor te stellen. Ze vindt dat Abby sprekend lijkt op een meisje dat ze vroeger kende, voor die in een psychiatrisch ziekenhuis werd opgenomen. Abby stelt Rachel voor om samen wat te gaan drinken. Die avond legt ze contact met Danni door middel van Skype. Terwijl een stevig beschonken Rachel giechelend voor de webcam zit, zwaait Abby achter haar met een injectiespuit. Net voor ze die in Rachels nek zet, valt het beeld weg. Danni belt geschrokken de politie om te melden wat er zich in het huis van Abby afspeelt, maar dat is precies wat Abby wilde. Rogan komt langs bij Danni om haar te vertellen dat Rachel thuis haar roes ligt uit te slapen en dat er verder niets met haar aan de hand is. Ook heeft hij gesproken met Abby. Die heeft hem de foto's laten zien van Danni en haar in bed en hem verteld dat Danni juist degene is die vreemd gedrag is gaan vertonen omdat zij geen relatie met Danni wil. Steve is erbij wanneer Rogan de foto's laat zien en vertrekt kwaad.
Danni praat over alle perikelen rond Abby met Dr. Morris, hun afdelingshoofd in het ziekenhuis. Hij belooft met Abby te praten, maar gebruikt wat hij weet om die zover te krijgen om met hem naar bed te gaan. Abby toont interesse, maar gebruikt een onbewaakt moment om hem te injecteren met een verdovend middel. Wanneer Morris bij zijn positieven komt, ligt hij vastgebonden op een operatietafel. Abby snijdt hem vervolgens aan stukken met een elektrische chirurgische zaag. Rachel kan er ondertussen nog steeds niet over uit dat Abby zoveel lijkt op het meisje dat ze vroeger kende en gaat op het internet op zoek naar foto's om die te vergelijken. Nog voor ze de resultaten van haar zoekopdracht te zien krijgt, wordt ze van achteren bewusteloos geslagen en weggesleept.
Danni bezoekt het psychiatrisch ziekenhuis waarover Rachel vertelde. Hier vertelt een medewerker haar over Sarah Price, een voormalige patiënt. Het meisje werd opgenomen nadat ze de keel van haar vader doorsneed. Dit deed ze nadat haar moeder en zij haar vader betrapten met een andere vrouw, waarop haar vader haar moeder te lijf ging. Een verzorgster genaamd Abigail Russell nam Sarah in huis toen ze de instelling mocht verlaten. Danni is er nu definitief van overtuigd dat 'Abby' Sarah Price is, die de naam van haar verzorgster heeft aangenomen.
Danni probeert Rachel te bellen om haar te waarschuwen voor 'Abby', waarop blijkt dat diens telefoon in de kofferbak van Danni's auto ligt. Wanneer ze 'Abby' aan de telefoon krijgt, vertelt die dat er bovendien ook bloedsporen van Rachel in haar kofferbak aanwezig zijn. Ze kondigt aan dat Steve haar volgende slachtoffer wordt, terwijl alle aanwijzingen suggereren dat niet zij, maar Danni een moordenares is. Danni haast zich naar het ziekenhuis om Steve te waarschuwen. Zodra ze 'Abby' ziet, vliegt ze die aan. 'Abby' slaat op de vlucht, links en rechts mensen vermoordend met de medische gereedschappen die ze onderweg aantreft. Daarna sluit ze zichzelf op in een zaal met patiënten en brengt ze ook die een voor een om. Vervolgens verdwijnt ze achter het gordijn om het bed van een van de patiënten. Steve breekt de glazen wand om de zaal en gaat op zoek naar 'Abby'. Hij krijgt te laat door dat niet een patiënt, maar zij hevig bebloed in het bed ligt dat hij controleert. Nadat ze een chirurgische schaar in zijn nek steekt, gaat ze ervandoor. Danni blijft achter om Steve te helpen.
'Abby' gaat naar haar huis om wat spullen te halen en daarna te verdwijnen. Rechercheur Rogan treft haar voor haar deur aan en neemt haar onder schot, in een poging om haar te arresteren. Wanneer 'Abby' doorkrijgt dat haar buurman Jared alles ziet, doet ze net of Rogan haar probeert te overvallen. Omdat hij in burger is, ziet hij er niet uit als een politieagent. Jared slaat  Rogans achterhoofd in een honkbalknuppel. Hij ziet vervolgens Rogans politiepenning, maar 'Abby' overtuigt hem ervan dat Rogan corrupt was. Ze zegt dat Jared het juiste heeft gedaan, maar het lichaam moet verbergen om niet veroordeeld te worden als moordenaar van een politieagent. Jared laat zich inpakken door 'Abby' en zegt toe dat hij alle bewijzen zal laten verdwijnen.

### Epiloog
Een HR-manager begint aan de eerste dag bij haar nieuwe werkgever. Ze stelt zich voor als 'Rachel Adams'.

## Rolverdeling
- Paz de la Huerta - Abby Russell
- Katrina Bowden - Danni
- Judd Nelson - Dr. Morris
- Kathleen Turner - Betty Watson
- Boris Kodjoe - John Rogan
- Corbin Bleu - Steve
- Michael Eklund - Richie
- Melanie Scrofano - Rachel Adams
- Niecy Nash - Regina
- Martin Donovan - Larry Cook
- Adam Herschman - Jared